# Антонов, Юрий Фёдорович
Юрий Фёдорович Антонов (род. 6 октября 1938 года, село Верхозим Даниловского района Пензенской области) — российский учёный-электротехник, специалист в области технической сверхпроводимости, доктор технических наук, профессор Петербургского государственного университета путей сообщения Императора Александра I.

## Биография
Родился 6 октября 1938 года в селе Верхозим Даниловского района Пензенской области.
В 1955 году окончил среднюю школу (с золотой медалью) и поступил в Высшее военно-морское инженерное училище им. Ф. Э. Дзержинского, затем перевёлся в Высшее военно-морское инженерное училище подводного плавания, которое окончил в 1960 г. по специальности «электрооборудование подводных лодок со специальными энергетическими установками».
Служил на атомной подводной лодке К-27 (Северный Флот).
В 1968 году уволен в запас, поступил в очную аспирантуру Института электромеханики АН СССР, в 1973 г. защитил диссертацию на соискание ученой степени кандидата технических наук. Одновременно учился на математико-механическом факультете Ленинградского государственного университета и получил диплом по специальности «математика».
С 1971 по 1991 год старший научный сотрудник отдела сверхпроводимости ВНИИэлектромаша, принимал участие в создании и вводе в промышленную эксплуатацию первого в мире криотурбогенератора КТГ-20 мощностью 20 МВт со сверхпроводящей обмоткой возбуждения.
С 1991 по 2008 г. ведущий научный сотрудник Отдела (института) электроэнергетических проблем (ОЭЭП) РАН. Одновременно в 1998—2004 гг. глава администрации муниципального образования «Красненькая речка», Санкт-Петербург.
С 2008 по 2012 г. старший научный сотрудник Лаборатории химической энергетики и экологии Института химии силикатов РАН.
С 2012 года:
- профессор кафедры «Теоретические основы электротехники» ФГБОУ ВО ПГУПС;
- Ведущий научный сотрудник Научно-образовательного центра инновационного развития пассажирских железнодорожных перевозок (НОЦ ПП ПГУПС);
- Заведующий научно-исследовательской лабораторией «Магнитоэлектрические транспортные системы» (НИЛ «МЭТС») НОЦ ПП ПГУПС.

Доктор технических наук (2011), тема диссертации «Сверхпроводниковые электрические машины и преобразователи с фазовым резистивно-сверхпроводящим коммутатором»).
С 2014 года является федеральным экспертом научно-технической сферы.

## Научная деятельность

### Научные интересы
Научные интересы лежат в основном в области электродинамики низкотемпературных сверхпроводников серийного производства и высокотемпературных сверхпроводников второго поколения. В течение 1960—1980 годов выполнены пионерские исследования динамического промежуточно-смешанного состояния сверхпроводников, которые привели к открытию явления электромагнитной индукции постоянного тока.
Опытным путем и математической теорией доказал, что механизм появления на зажимах сверхпроводника разности потенциалов имеет единую физическую природу — направленное движение квантованных нитей магнитного потока (пучков таких нитей) или локальных макроскопических нормальных зон.

### Публикации
Соавтор монографий:
- Глебов И. А.., Шахтарин В. Н., Антонов Ю. Ф. Проблема ввода тока в сверхпроводниковые устройства. — Л.: Наука, 1985. — 208 с.
- Антонов Ю. Ф., Данилевич Я. Б. Сверхпроводниковые топологические электрические машины. — М.: ФИЗМАТЛИТ, 2009. — 368 с. — ISBN 978-5-9221-1092-1.
- Антонов Ю. Ф., Данилевич Я. Б. Криотурбогенератор КТГ-20: опыт создания и проблемы сверхпроводникового электромашиностроения. — М.: ФИЗМАТЛИТ, 2013. — 600 с. — ISBN 978-5-9221-1521-6.
- Антонов Ю. Ф., Зайцев А. А. Магнитолевитационная транспортная технология / под ред. В. А. Гапановича. — М.: ФИЗМАТЛИТ, 2014. — 476 с. — ISBN 978-5-9221-1540-7.
- «Магнитолевитационный транспорт: научные проблемы и технические решения» / Под. ред. Ю. Ф. Антонова, А. А. Зайцева — М.:ФИЗМАТЛИТ, 2015. — 612 с..- ISBN 978-5-9221-1627-5.

Общее количество публикаций: 115. Количество патентов 50 (РФ, ФРГ, США, Япония).

## Награды
- Серебряная медаль ВДНХ СССР (23.10.1989) ― за разработку принципиальной схемы и конструкции, монтаж, узловые испытания и исследование характеристик при создании сверхпроводниковой электромагнитной муфты СЭММ-6Нм.
- Бронзовая медаль ВДНХ СССР (13.07.1976) — за участие в разработке конструкции и проведение экспериментальных исследований топологического генератора.